# Antonio Morrison
Antonio Morrison (Bellwood, 6 dicembre 1994) è un giocatore di football americano statunitense attualmente free agent, che ha militato nel ruolo di linebacker per gli Indianapolis Colts della National Football League (NFL).

## Biografia

### Indianapolis Colts
Al college, Ridgeway giocò a football con i Florida Gators dal 2012 al 2015. Fu scelto nel corso del quarto giro (125º assoluto) nel Draft NFL 2016 dai Indianapolis Colts. Debuttò come professionista nel primo turno contro i Detroit Lions, mettendo a segno un tackle. Nella sua stagione da rookie disputò tutte le 16 partite, 4 delle quali come titolare, con 52 tackle.

## Statistiche
| Partite totali      | 16  |
| Partite da titolare | 4   |
| Tackle totali       | 52  |
| Sack                | 0,0 |
| Intercetti          | 0   |
| Fumble forzati      | 0   |

Statistiche aggiornate alla stagione 2016